# Francesco Antonio Marcucci

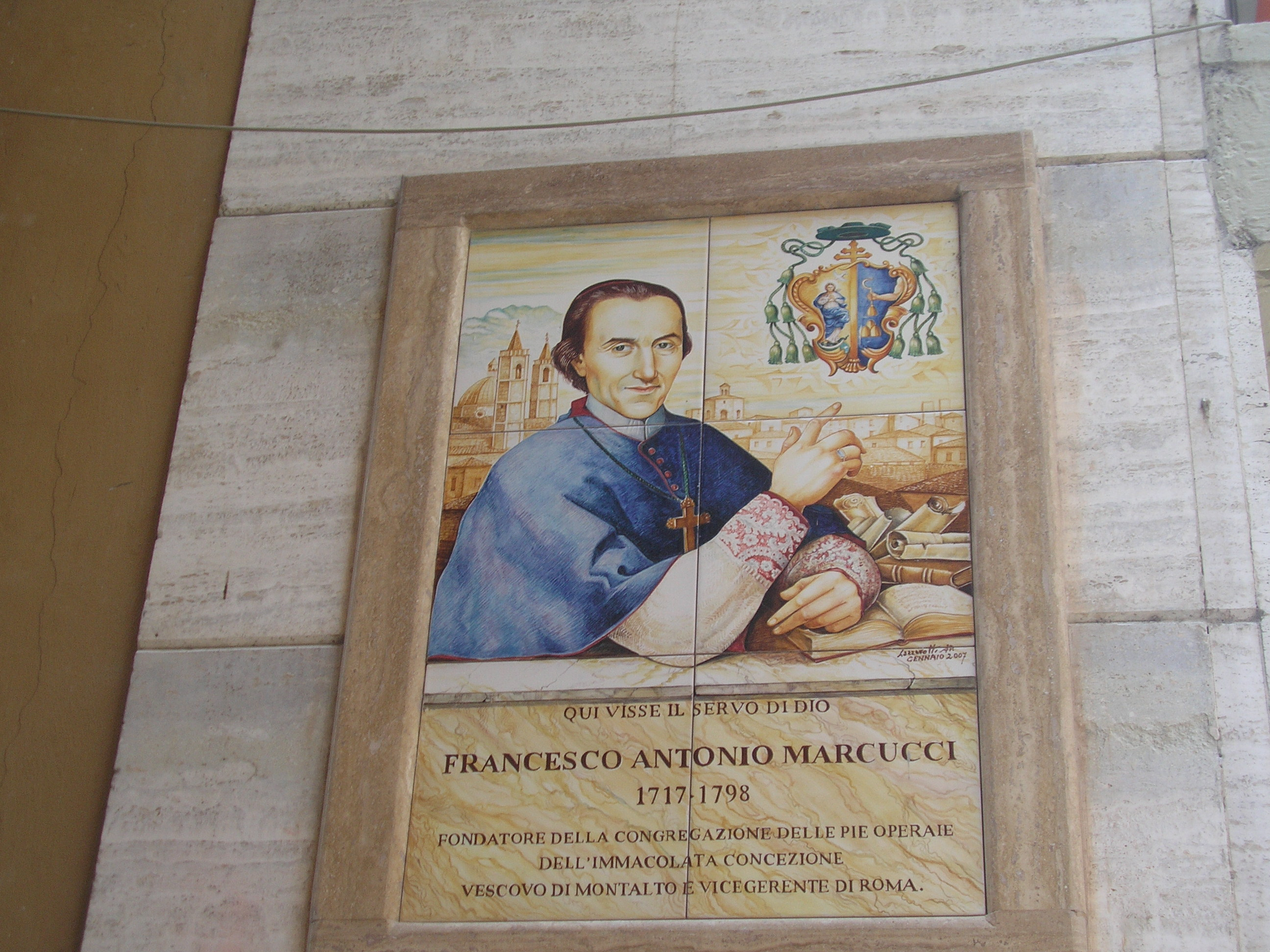
Gedenktafel von Francesco Antonio Marcucci

Francesco Antonio Marcucci OFS (* 27. November 1717 in Force; † 12. Juli 1798 in Montalto delle Marche) war ein italienischer römisch-katholischer Geistlicher und Bischof. Seine Kirche erklärte ihn zum Ehrwürdigen Diener Gottes.

## Leben
Marcucci war der einzige Sohn des Adeligen Leopoldo Marcucci und dessen Frau Giovanna Battista Giglie. Nach dem Tod seiner Mutter studierte er in Rom Theologie. Am 25. Februar 1741 wurde er zum Priester geweiht. Er trat dem Ordo Franciscanus Saecularis bei.
Papst Clemens XIV. ernannte ihn am 6. August 1770 zum Bischof von Montalto. Kardinal Giovanni Francesco Albani weihte ihn am 15. August 1770 zum Bischof. Mitkonsekratoren waren Pietro Paolo Leonardi, Bischof von Ascoli Piceno, und Giovanni Battista Bruni SchP, Weihbischof in Sabina. Am 19. Januar 1774 ernannte Papst Clemens XIV. ihn zusätzlich zum Vizegerenten des Bistums Rom. Pius VI. erhob ihn am 10. Dezember 1781 zum Titularpatriachen von Konstantinopel und nahm am 12. April 1786 seinen Rücktritt als Vizegerent an.

## Seligsprechung
1964 wurde ein Seligsprechungsverfahren eröffnet und Marcucci zum Diener Gottes ernannt.
Am 27. März 2010 erklärte Papst Benedikt XVI. ihn per Dekret zu einem Ehrwürdiger Diener Gottes. Ein Heilungswunder auf seine Fürsprache wurde von einem Ärzteausschuss der Kongregation für die Selig- und Heiligsprechungsprozesse bestätigt.